# Long Island
Long Island – wyspa na wybrzeżu wschodnim Stanów Zjednoczonych, w południowo-wschodniej części stanu Nowy Jork. W całości na Long Island położone są wchodzące w skład Nowego Jorku okręgi Brooklyn (Kings County) i Queens (Queens County) na zachodzie, oraz hrabstwa Nassau i Suffolk po wschodniej stronie. W XX wieku pierwsze, a następnie jedno z głównych amerykańskich centrów przemysłu lotniczego i kosmicznego, zwane „kolebką awiacji”, współcześnie ośrodek naukowy, edukacyjny i gospodarczy stanu Nowy Jork, wchodzący w skład nowojorskiej strefy metropolitalnej.

## Geografia wyspy
Long Island jest wyspą o podłużnym kształcie, rozciągającą się od 40°34′ do 41°10′ szerokości geograficznej północnej, oraz od 71°47′ do 73°57′ długości geograficznej zachodniej. Jej zachodni kraniec wyznacza Fort Hamilton przy cieśninie The Narrows na południowym zachodzie Brooklynu, na wschodzie zaś zakończona jest osadą Montauk Point i latarnią morską Montauk Point Light, która jest najdalej na wschód wysuniętym punktem stanu Nowy Jork.

Wyspy barierowe po południowej stronie Long Island, na zielono zaznaczona Fire Island

Długość wyspy między tymi punktami sięga 225 km. Na wschodzie wyspa kończy się, zasilaną wodami rzeki Peconic, zatoką Zatoką Peconic z dwoma półwyspami zamykającymi ją od północy i południa. Północny półwysep kończy się w Oyster Pond Point, południowy zaś – dłuższy o około 32 km – zakończony jest w Montauk Point. Od północy wyspę oddziela od kontynentu estuarium Long Island Sound, duża zaś część południowego brzegu wyspy oblewana jest wodami zatoki Great South Bay, przez którą sąsiaduje z wyspami barierowymi – w tym największą z nich, Fire Island – oddzielającymi południową stronę Long Island od otwartego Atlantyku. Od strony zachodniej, Long Island zamykana jest przez The Narrows i New York Bay oraz oddzielającą ją od Manhattanu East River, częściowo zaś przez Long Island Sound.
Szerokość wyspy jest zmienna – od The Narrows na zachodnim krańcu wyspy, na dystansie 145 km w kierunku zachodnim waha się pomiędzy 19 a 32 km, rozszerzając się w odległości około 64 km od Brooklynu w kierunku Zatoki Peconic, po czym szerokość wyspy zmniejsza się. Łączna powierzchnia wyspy wynosi 3 630 km²

### Ukształtowanie terenu

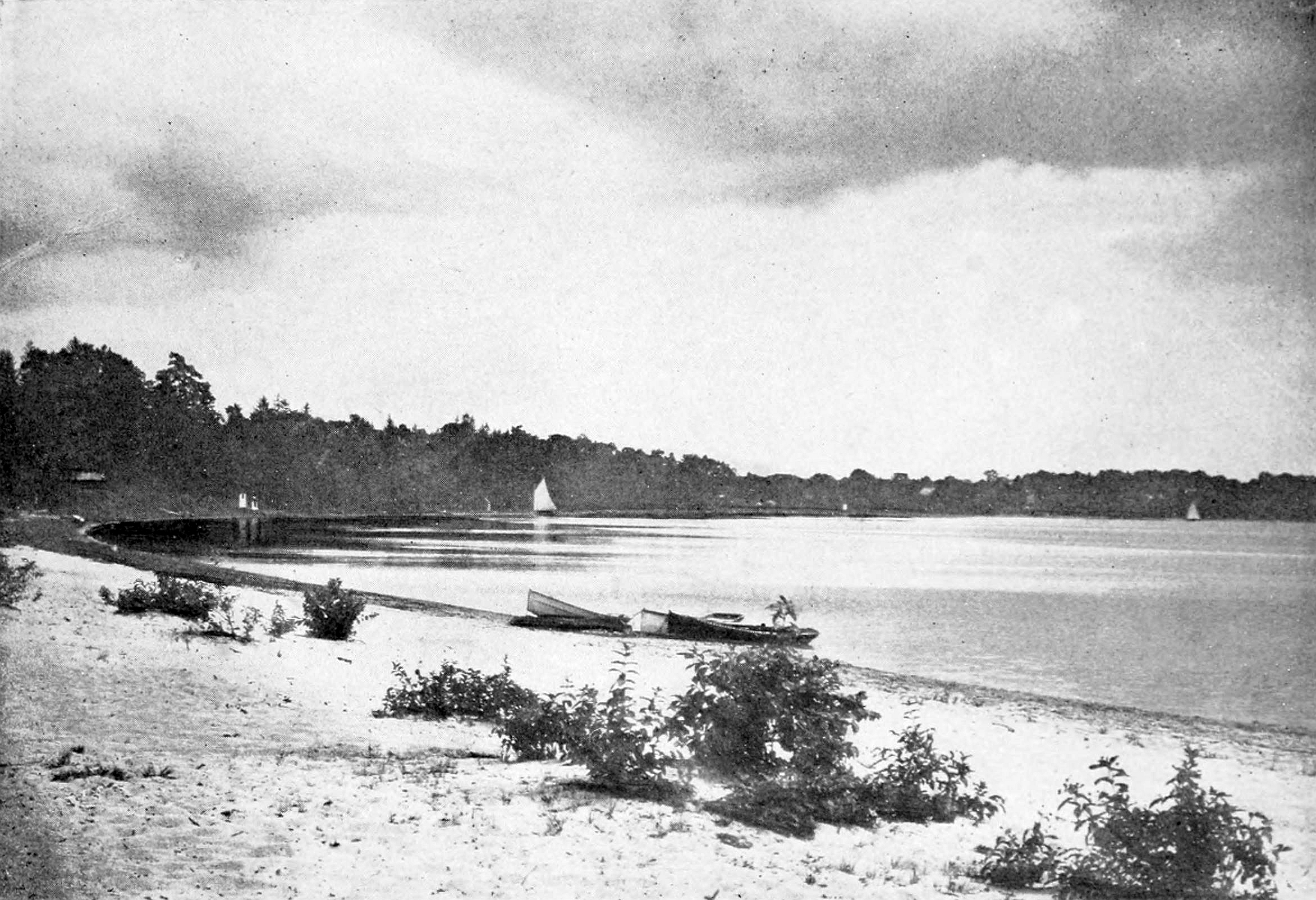
Lake Ronkonkoma w roku 1901

Powierzchnia Long Island ukształtowana została przez zlodowacenie Wisconsin, odpowiadające częściowo erą zlodowaceniu północnopolskiemu na ziemiach polskich, około 20 000 lat temu. Na terytorium dzisiejszego Long Island znajdowała się wówczas południowa granica pokrywającego powierzchnię 24 współczesnych stanów USA lodowca. Stąd też znajdują się tu dwie wyraźne linie moren czołowych – młodsza morena Harbor Hill wzdłuż północnego wybrzeża wyspy, oraz znajdująca się dalej na południe – niemal równoległa do niej – morena Ronkonkoma. Na obszarze tych moren znajdują się najwyższe wzniesienia na wyspie: Jayne's Hill o wysokości 122,2 metrów n.p.m. w Suffolk County, oraz Harbor Hill w Nassau County niedaleko Roslyn, o wysokości 106 metrów n.p.m. Lodowiec odpowiedzialny był jednak nie tylko za utworzenie moren. Wypływająca spod niego woda niosła w kierunku Atlantyku dużą ilość osadów które utworzyły płaską rzeźbę terenu południowego Long Island, Hempstead Plains oraz plaże na południu wyspy. Roztapiające się bryły lodu utworzyły też szereg depresji, z których wiele wypełnionych zostało wodą, tworząc jeziora wytopiskowe. Największe z nich, Lake Ronkonkoma, rozciąga się na 3,2 km wzdłuż, oraz 1,05 km w poprzek.

#### Shelter Rock
Podczas ostatniej epoki lodowcowej, między dwadzieścia  a dziesięć tysięcy lat temu, przesuwający się lodowiec spotkał się z granitową skałą na obszarze dzisiejszego Westchester County na północ od Nowego Jorku. Znacznie jednak większy od niej lodowiec, przesuwając się niósł ze sobą na południe jej fragmenty, pozostawiając je ostatecznie w postaci głazów i skał, na północnym brzegu Nassau County, na obszarze dzisiejszego North Hills. Zostały tu pozostawione nie tylko największe głazy na Long Island, lecz prawdopodobnie w całym stanie Nowy Jork. Największe z nich, z racji swych rozmiarów, zyskały nazwę „Shelter Rocks”. Przykładowo, lodowiec przyniósł w pobliże North Hills głaz o masie 1800 ton i ponad 12 metrów szerokości, którego wiek szacuje się na 500 milionów lat. Inny z głazów, znany jako „Milestone Rock” lub „Manhasset Rock”, również jeden z „Shelter Rocks”. Tworzy on występ skalny o rozmiarach 9 na 3,6 metra, pod którym archeolodzy Muzeum Historii Naturalnej w Nowym Jorku odnaleźli ślady bytności człowieka datowane na 1000 lat p.n.e., co stanowi jeden z najstarszych śladów ludzkości znalezionych na obszarze Long Island.

#### Preria
Dzięki zlodowaceniom na obszarze Long Island znajdowała się jedyna na wschód od Appalachów preria – 24 281 hektarów) pokrytej trawą powierzchni w centrum Nassau County, rozciągającej się od New Hyde Park aż po Hicksville. Preria ta powstała dzięki wodom wypływającym spod lodowca podczas ostatniej ery lodowcowej, ponad 20 tys. lat temu. Obszar ten nosi nazwę Hempstead Plains. W ciągu ostatnich 400 lat urodzajna ziemia w tym miejscu była używana do wypasu bydła i owiec, a także do upraw zbóż, w ostatnim okresie zaś do uprawiania szeregu aktywności sportowych. W okresie kolonialnym popularne były tu wyścigi konne. Przez cały okres istnienia Hempstead Plains było miejscem migracji bardzo dużej liczby gatunków ptaków, toteż popularne było tu również łowiectwo. Zanik prerii na Long Island w dużej mierze związany jest z osobą biznesmena, imigranta z Irlandii, Alexandra T. Stewarta, który w 1869 roku, za kwotę 395 000 dolarów nabył od miasta Hempstead obszar 7000 akrów (2832 hektarów) celem założenia nowej miejscowości pod nazwą Garden City. Stewart umarł wprawdzie w roku 1876, zanim jego plan został zrealizowany, ukończyła go jednak jego żona Cornelia.
Na początku XX wieku duża część prerii pozostawała jeszcze w stanie niezmienionym, toteż rozległy płaski obszar lądu stał się atrakcyjnym miejscem dla eksperymentów z nowym wynalazkiem, aeroplanem. Powstało wówczas na Hempstead Plains kilka lotnisk, na których eksperymentowano z o kilka lat wcześniejszym wynalazkiem braci Wright z Karoliny Północnej. Z czasem jednak, w miarę rozwoju sieci dróg oraz budowy nowych domów, preria kurczyła się, a wraz z nią przestrzeń pod lotniska i krajobraz. W latach 40. i 50. teren ten coraz bardziej urbanizował się, powstawały centra handlowe jak Roosevelt Field Mall, i inne instytucje – Hofstra University, czy Nassau Coliseum, które zajmują dziś miejsce dawnych lotnisk i prerii. W roku 1970 Hempstead Plains obejmował obszar już tylko około 404 ha. Władze Nassau County postanowiły wówczas zachować obszar około 25 ha pod postacią parku, teren ten nie był jednak utrzymywany jako prawdziwa preria. Zabieg ten trudny jest bowiem do przeprowadzenia z uwagi na dużą ilość inwazyjnych roślin niebędących częścią historycznego naturalnego ekosystemu tego obszaru.

## Gospodarka Long Island
Gospodarka Long Island przez długi czas zyskiwała dzięki bliskości Nowego Jorku. We wschodniej części do dziś oparta jest w dużej mierze na rolnictwie, w tym winnictwie oraz na tradycyjnych farmach. Gospodarka wyspy czerpała też z rybołówstwa, które do dziś rozwinięte jest w Northport i Montauk. W zachodniej części – zwłaszcza w hrabstwie Nassau – znaczenia w XX wieku zaczął nabierać przemysł lotniczy, z siedzibami i fabrykami wielu przedsiębiorstw tego sektora. W ostatnich zaś dziesięcioleciach w regionie rozwinął się również przemysł komputerowy. Szczególne znacznie dla wyspy, wciąż ma jednak przemysł aeronautyczny.

### Lotnictwo

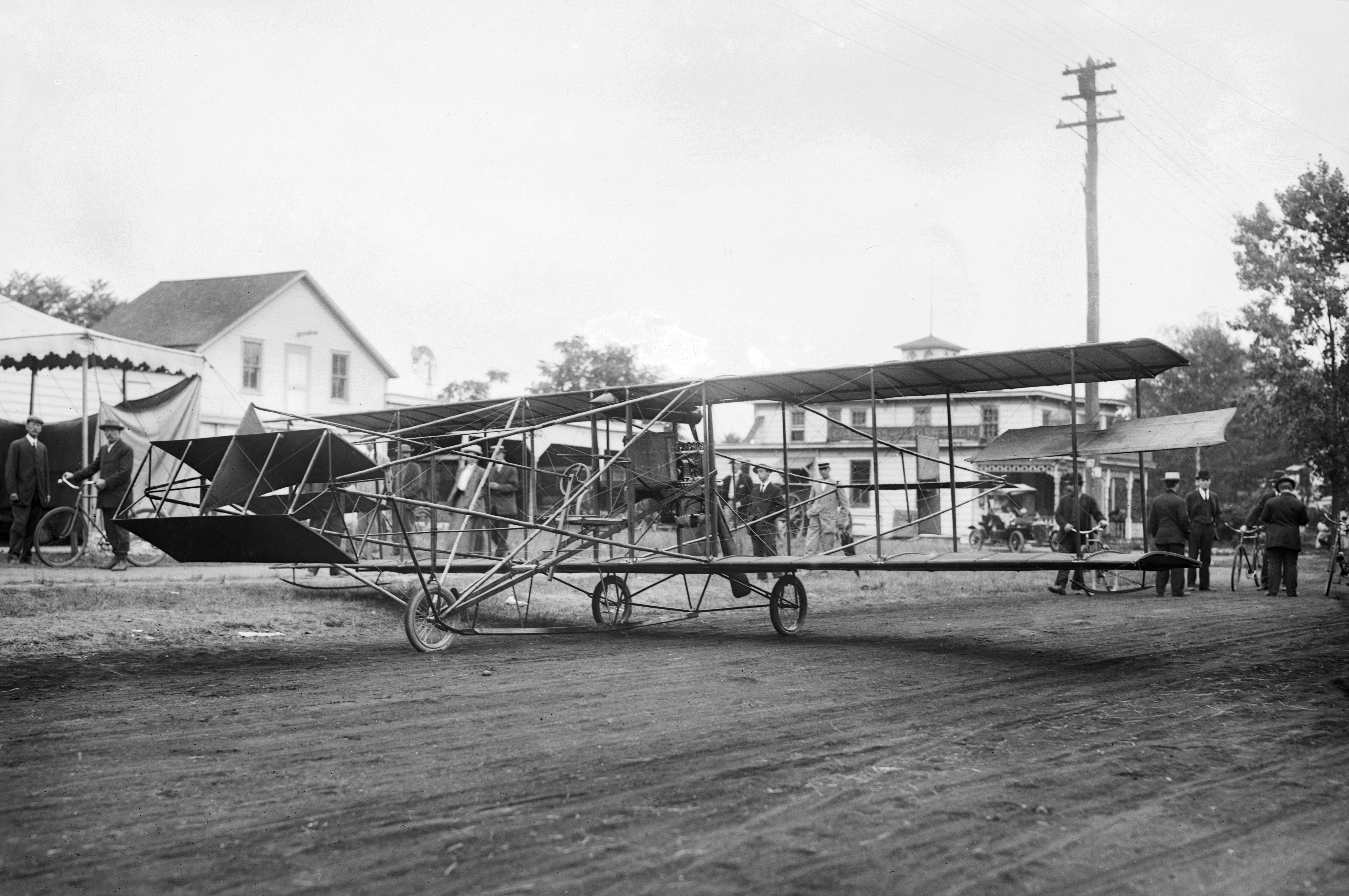
Golden Flyer w Mineoli w 1909 roku

Znana jako „Cradle of Aviation” (kolebka awiacji) Long Island, uznawana jest historycznie za kolebkę amerykańskiego lotnictwa, wciąż pozostaje jednym z amerykańskich centrów przemysłu lotniczego i kosmicznego.

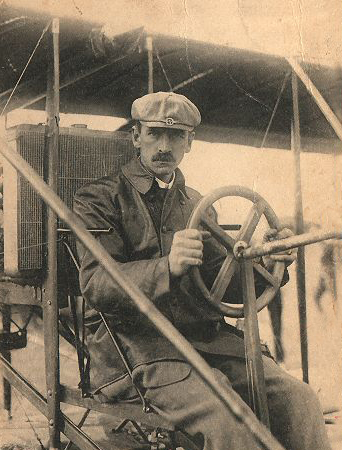
Glen Curtiss w 1909 roku, za sterem samolotu swojej konstrukcji

Wprawdzie pierwszy oficjalnie uznany lot miał miejsce w 1903 roku w Kitty Hawk, a co za tym idzie Karolina Północna uznawana jest za miejsce narodzin lotnictwa, to na Long Island narodził się przemysł lotniczy. Na początku XX wieku, duży płaski i pozbawiony drzew obszar Hempstead Plain, a także niskie zaludnienie tego rejonu, powodowały, że teren ten był idealny do budowy lotnisk. Miano kolebki lotnictwa Long Island zawdzięcza Glenowi Curtissowi, pionierowi lotnictwa, który za pomocą swojego samolotu Golden Flyer 29 czerwca 1909 roku jako pierwszy wykonał lot nad Nowym Jorkiem. New York Aeronautical Society z Bronxu, na którego zamówienie powstał samolot, chciało uczynić Bronx miejscem różnego rodzaju eksperymentów związanych z lotnictwem, zdaniem jednak Curtissa należące do stowarzyszenia lotnisko było zbyt małe, i wspólnie wybrano miejsce leżące koło Mineoli na Long Island, duży płaski obszar na Hempstead Plains, zdaniem Curtissa, idealne miejsce do latania. Z rekomendacji Curtissa stowarzyszenie wydzierżawiło duży obszar od jednego z lokalnych przedsiębiorstw, i już kilka dni później pierwsze lotnisko na Long Island było gotowe do lotów.

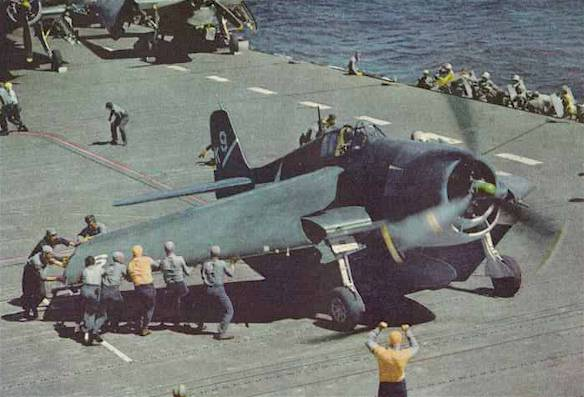
F6F Hellcat przygotowywany do startu z pokładu lotniskowca USS „Yorktown”, czerwiec 1944 roku

Pionier lotnictwa miał nadzieję po raz drugi wygrać Scientific American Prize, miał jednak możliwość przeprowadzenia do tego czasu jednie kilku lotów testowych. 13 lipca 1909 roku Curtiss w 3 minuty przeleciał swoim samolotem dystans 1,5 mili, co było pierwszym w historii udanym lotem nad Long Island. Następnego dnia przeleciał 5 mil, 15 lipca 6 mil, zaś 16 lipca 1909 roku 15 mil (24 km). 17 lipca natomiast nie tylko przeleciał wymagany dla zdobycia nagrody dystans 25 kilometrów, lecz niemal podwoił go. Na Long Island stał się w ten sposób drugim po braciach Wright człowiekiem, który przeleciał znaczny dystans. Wkrótce lotnisko Curtissa, zwane Mineola Airfield bądź też Washington Avenue Airfield, stało się popularnym miejscem spotkań entuzjastów lotnictwa. Tu też – jako pierwsza kobieta w USA i druga na świecie – w 1911 roku licencję pilota zdobyła Harriet Quimby, która rok później jako pierwsza kobieta samotnie przeleciała nad kanałem La Manche. Dzięki Curtissowi na wyspie szybko zaczęły powstawać kolejne lotniska, w tym otwarte w 1910 roku duże lotnisko Nassau-Boulevard Airfield w Garden City, dysponujące 31 hangarami. W 1917 roku sam Curtiss utworzył, wyposażone między innymi w tunel aerodynamiczny o średnicy trzech metrów, przedsiębiorstwo Curtis Engineering Corporation w Hazelhurst Field, wkrótce zwane Roosevelt Field. Tym sposobem Roosevelt Field stało się pierwszym na świecie miejscem w całości poświęconym badaniom i testom w zakresie lotnictwa.
W latach 1919–1939 na Long Island swoją siedzibę miało około 24 przedsiębiorstw przemysłu lotniczego, które razem tworzyły największy pojedynczy ośrodek przemysłu lotniczego w USA. W trakcie  okresu zwanego Złotym Wiekiem Awiacji, w latach 20. i 30., na Long Island działało więcej wytwórni lotniczych, niż w jakiejkolwiek innej części Stanów Zjednoczonych. Dopiero w latach 30. część lokalnych przedsiębiorstw lotniczych zmieniła siedzibę; Curtiz przenióśł się z Long Island do Buffalo, Fairchild do Hagerstown w stanie Maryland, Chance Vought przeniósł się do Hartford, Sikorsky zaś do Bridgeport w stanie Connecticut

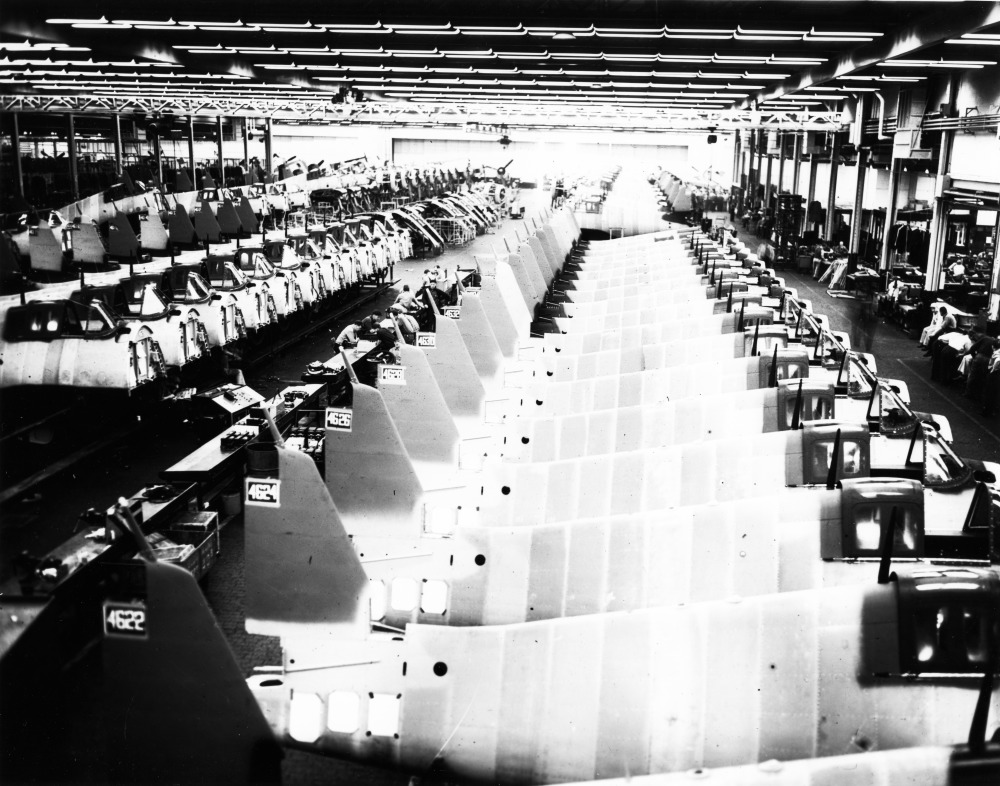
Produkcja F6F Hellcat w zakładach Grummana w Bethpage w 1944 roku

W czasie II wojny światowej znacząca część samolotów walczących w Europie została wyprodukowana w Farmingdale, podczas gdy Bethpage było centrum produkcji samolotów na pacyficzny teatr wojenny. W czasie tego konfliktu wojennego niemal 100% każdego ukończonego na Long Island samolotu, wyprodukowane było lokalnie na wyspie, zaś przy ich produkcji na wyspie zatrudnionych było 100 000 osób. W zlokalizowanych na Long Island zakładach Grumman Aircraft powstawały podstawowe maszyny pokładowe wojny na Pacyfiku F4F Wildcat, F6F Hellcat i TBF Avenger, w zakładach Republic Aviation w Farmingdale zaś P-47 Thunderbolt, który wniósł duży wkład w walki powietrzne nad Europą. Podczas II wojny światowej w zakładach Republic Aviation na Long Island – oraz częściowo w Evansville (Indiana) – wyprodukowano 15 000 P-47 Thunderbolt. W 1965 roku Republic Aviation został kupiony przez Fairchild Aircraft

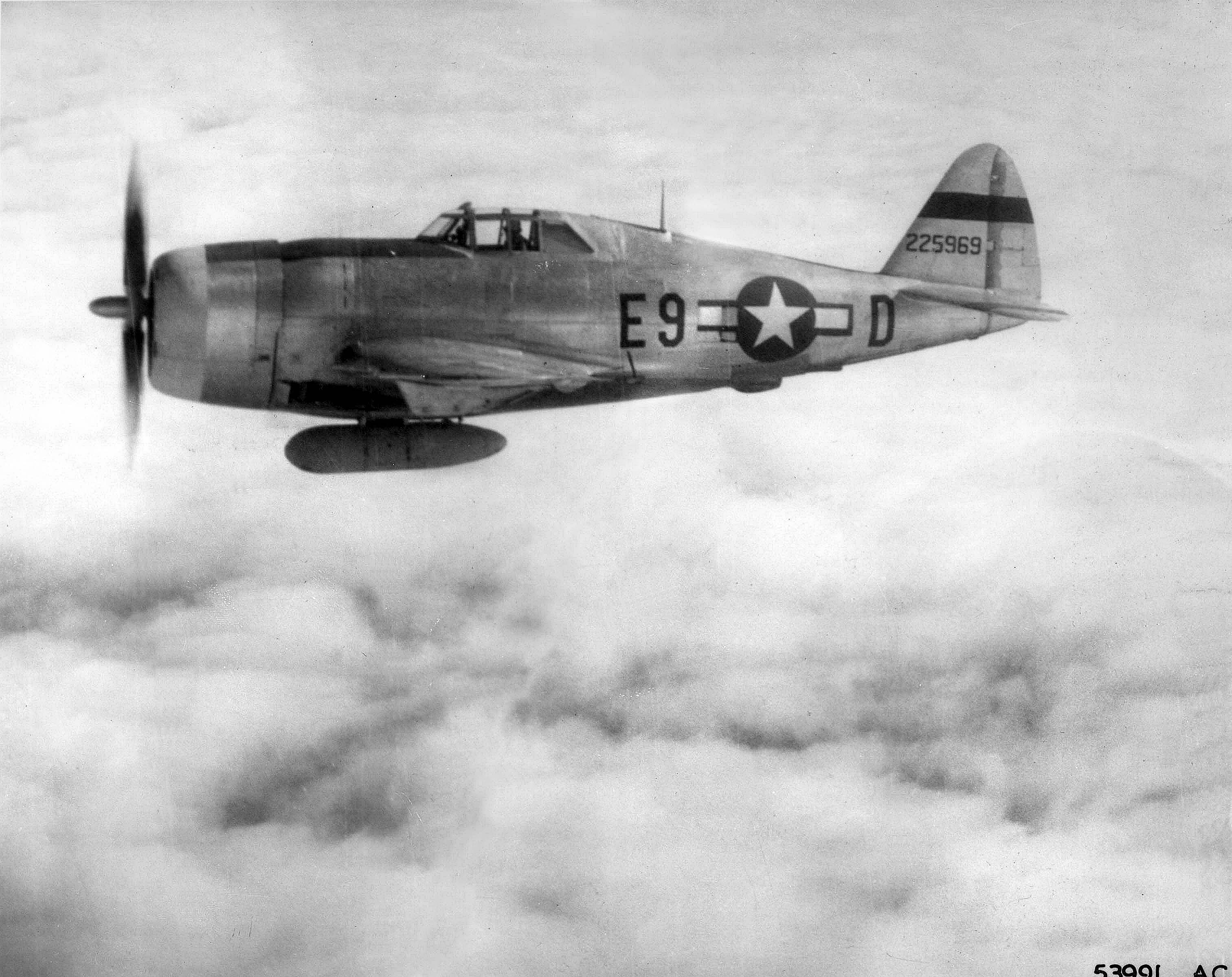
Produkowany w Farmingdale samolot myśliwski Republic P-47 Thunderbolt

W 1930 roku utworzone zostało przedsiębiorstwo Grumman Industries, które w 1936 roku przeniosło się do Bethpage na Long Island. Firma wykupiła tu duży obszar od Long Island Rail Road (LIRR), który był wówczas terenem pół-rolniczym, i uruchomiła na nim produkcję samolotów dla rządu federalnego. W miarę angażowania Stanów Zjednoczonych w wojnę, kompleks Grummana rozrastał się o nowe budynki fabryk, instalacji testowych, hangarów, pasów startowych i dróg kołowania. Podczas wojny w kompleksie Bathpage pracowało około 25 000 pracowników, zaś najbardziej znaną produkowaną tu konstrukcją był F6F Hellcat. Tylko w ciągu dwóch lat, wyprodukowano tu 12 000 tych samolotów.

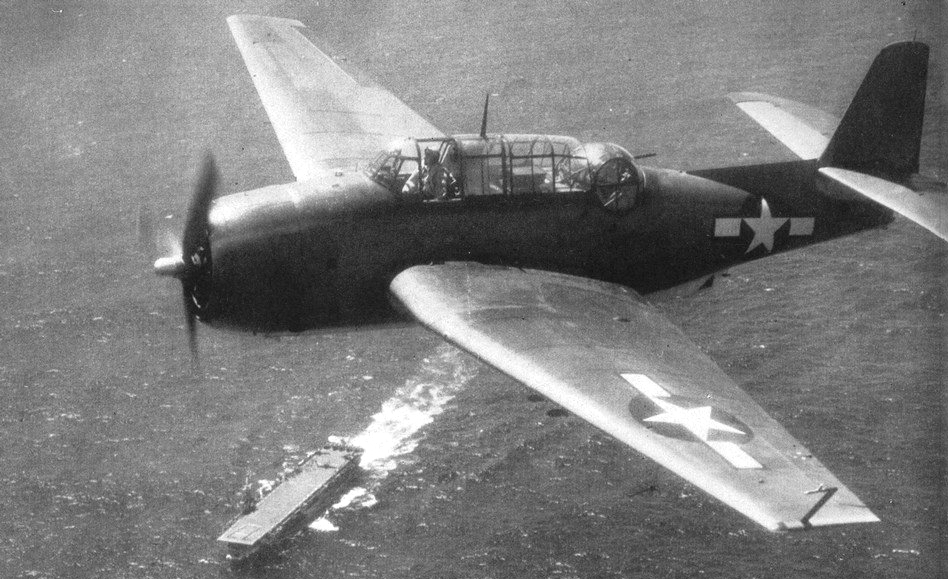
Wyprodukowany w Bethpage podstawowy amerykański samolot torpedowo-bombowy wojny na Pacyfiku Grumman TBF Avenger

Znajdująca się nie daleko Hempstead, w sercu Nassau County, baza United States Army Air Forces „Mitchel Field” była kluczową bazą treningową i przerzutową amerykańskiego lotnictwa bombowego, skąd jednostki lotnictwa bombardującego odlatywały do Europy. Na Mitchel Field znajdowało się również dowództwo obrony przeciwlotniczej Nowego Jorku, które do swojej dyspozycji miało dwie eskadry samolotów myśliwskich Curtiss P-40 Warhawk, w późniejszym czasie przekształcone w First Air Force, odpowiedzialne za obronę przeciwlotniczą całego wschodniego wybrzeża Stanów Zjednoczonych. Współcześnie na terenie lotniska znajduje się muzeum lotnictwa i kosmonautyki Cradle of Aviation Museum.

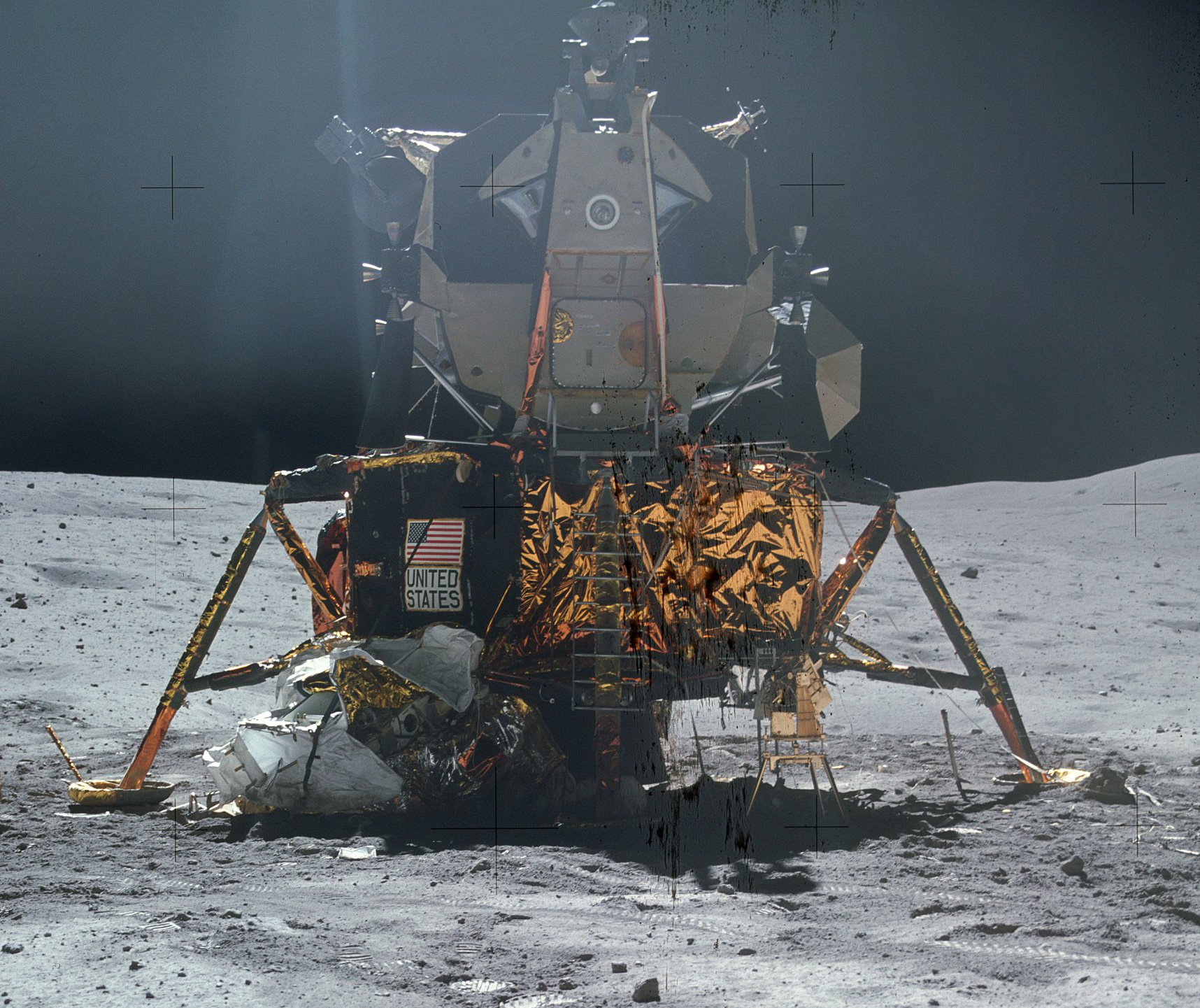
Wyprodukowany na Long Island, lądownik księżycowy misji Apollo 16 na powierzchni Księżyca w kwietniu 1972 roku

Po zakończeniu największego w historii konfliktu zbrojnego, gdy po powstaniu w Europie żelaznej kurtyny w Stanach Zjednoczonych opracowano pierwsze rakietowe pociski przeciwlotnicze MIM-3 Nike Ajax o pułapie maksymalnym 21 000 metrów, rząd federalny postanowił utworzyć dziesiątki strategicznych instalacji rakietowych w całym kraju, celem ochrony przed potencjalnym atakiem radzieckich bombowców. Instalacje dla dziewiętnastu baterii takich pocisków utworzono w strefie metropolitarnej Nowego Jorku. W latach 1955–1957 rząd federalny zbudował pięć instalacji rakietowych na Long Island, w Lloyd Harbor, Lido Beach, Rocky Point, North Amityville oraz w Brookville. Największa za nich, w Lido Beach, mieściła 60 pocisków rakietowych. Bazy w Rocky Point i North Amityville zostały później przebudowane do bazowania szybszych i nowocześniejszych pocisków MIM-14 Nike Hercules. Po upływie kilkudziesięciu lat od tamtej pory, historia tych instalacji jest już zupełnie zapomniana, jednak w późnych latach 50. instalacje te nie były utajnione, zaś w każdą drugą niedzielę miesiąca, okoliczni mieszkańcy mogli odwiedzać bazy, byli wręcz zachęcani do odwiedzin przez lokalną prasę. Zarówno technologia, jak i czasy ulegały zmianom, toteż instalacje pocisków Nike szybko stały się przestarzałe. Już w 1962 roku opuszczona została baza w Lloyd Harbor, rok później Brookville i Lido Beach, Rocky Point w 1971, zaś North Amityville w 1974 roku.
| 1873 | Pierwszy zanotowany lot ponad wyspą, lot balonem kontrolowanym przez W.H. Donaldsona z Brooklynu do Queens Village. |
| 1874 | Kolejne loty balonem z Nowego Jorku do Lynbrook i z Lynbrook do Hempstead. |
| 1909 | Wykonany przez Glenna Curtissa lot samolotem na dystansie 25 mil z Mineoli, który pozwolił mu na zdobycie Scientific American Prize. |
| 1910 | Zawody lotnicze International Aerial Tournament w Belmont Park. |
| 1911 | Pierwszy lot transkontynentalny, wykonany przez Calbraitha Rodgersa na dwupłatowcnu Vin Fiz Flyer lot z Sheepshead Bay do Kalifornii. |
| 1916 | Pierwszy lot nocny. |
| 1917 | Pierwszy lot bezzałogowego samolotu Hewitt-Sperry |
| 1919 | Wykonany za pomocą sterowca szkieletowego R33 pierwszy lot transatlantycki, z Wielkiej Brytanii na lotnisko Roosevelt Field |
| 1923 | Wykonany przez Johna Macready’yego i Oakleya Kelly pierwszy transkontynentalny lot bez przystanku, na trasie z Mitchel Field do San Diego w Kalifornii                                                                                          |
| 1924 | Pierwszy lot dookoła świata zakończony na Mitchel Field. |
| 1927 | Wykonany przez Charlesa Lindbergha pierwszy samotny lot transatlantycki – z Roosevelt Field do Paryża we Francji |
| 1927 | Wykonany przez Clarence’a Chamberlina pierwszy transatlantycki lot pasażerski – z Roosevelt Field do Eisleben w Niemczech |
| 1929 | Pierwszy lot z nawigacją opartą wyłącznie na instrumentach pokładowych. Wykonany z Mitchel Field przez Jimmyego Doolittle’a. Instrumenty pokładowe użyte w locie, zostały przygotowane przez firmy Sperry i Kollsman z siedzibą na Long Island. |

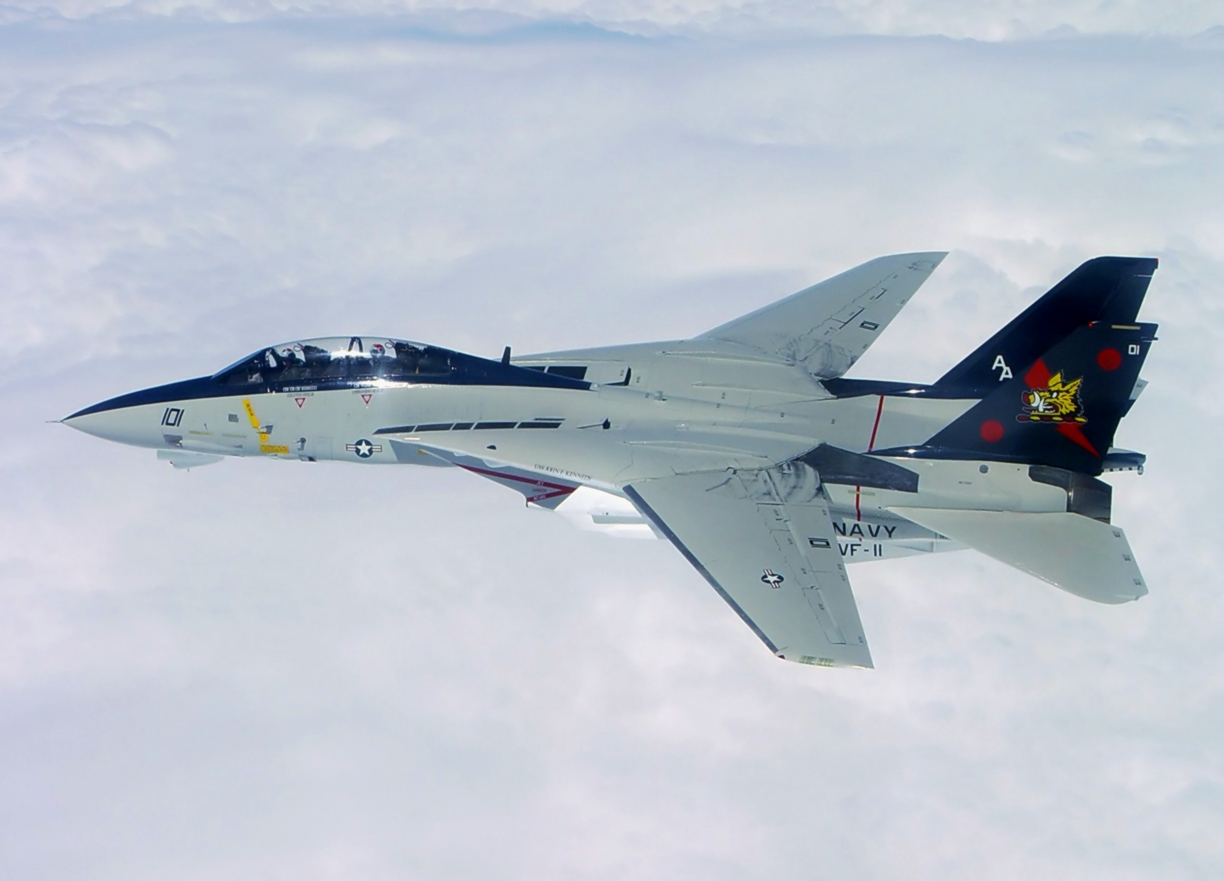
Produkowany w Bethpage i Calverton, Grumman F-14 Tomcat

Long Island utrzymywała swą pozycję na mapie przemysłu lotniczego USA w czasie zimnej wojny, tu w zakładach Bethpage i Calverton skonstruowany i produkowany był odrzutowy myśliwiec pokładowy Grumman F-14 Tomcat, tu też zlokalizowana była część związanego z NASA przemysłu kosmicznego. W zakładach Grummana zostało m.in. wyprodukowane 13 modułów księżycowych programu Apollo. Po zakończeniu zimnej wojny jednak, przemysł obronny utracił swój bardzo wysoki udział w przemyśle lotniczym wyspy, na rzecz cywilnego i komercyjnego przemysłu lotniczego, który stanowi obecnie ok. 80% tej gałęzi gospodarki Long Island. Podczas gdy jeszcze w 1986 roku Grumman zatrudniał tu 25 000 pracowników, w roku 1996 liczba ta spadła do zaledwie 3000. Mimo że wiele przedsiębiorstw, jak Grumman Aircraft (który w 1994 roku połączył się z Northrop Corporation tworząc koncern Northrop Grumman, zatrudniający obecnie około 2000 pracowników na Long Island), Republic Aerospace czy Sperry Gyroscope ograniczyły swoją działalność lub przestały istnieć, wśród największych przedsiębiorstw przemysłu lotniczego na Long Island, wciąż pozostają współcześnie zakłady należące do Lockheed Martin czy Curtis Wright, i inne przedsiębiorstwa produkujące na rzecz Boeinga, Airbusa, czy SpaceX, które zatrudniają obecnie na Long Island około 24 000 pracowników. Dzięki temu Long Island wciąż pozostaje największym na świecie skupiskiem ponad 250 (ponad 800 licząc wszystkie przedsiębiorstwa zatrudniające przynajmniej 3 pracowników) przedsiębiorstw przemysłu kosmicznego i lotniczego.
Lotnictwo na Long Island było też przedmiotem biznesowej działalności rekreacyjnej. W 1929 roku w Hicksville dokonano otwarcia pierwszego w Stanach Zjednoczonych klubu lotniczego Long Island Aviation Country Club. Analogicznie jak w przypadku prywatnych klubów golfowych, czy polo, jego zadaniem było zapewnienie swoim płatnym członkom związanego z lotnictwem sportu i rozrywki. Podczas oficjalnego otwarcia klubu, wśród 80 prominentnych gości znajdowali się zarówno biznesmeni przemysłu lotniczego, jak i wysocy urzędnicy państwowi – w tym, zastępca sekretarza wojny do spraw lotnictwa oraz zastępca sekretarza marynarki do spraw lotnictwa. W 1933 roku klub zorganizował przelot 76 samolotów do Daytona na Florydzie, celem wzięcia udziału w odbywających się tam zawodach lotniczych. Klub zapewniał możliwość latania rekreacyjnego oraz nauki latania Podczas II wojny światowej członkowie klubu zorganizowali ochotniczą eskadrę, która prowadziła lotnicze patrole morskie, w poszukiwaniu niemieckich okrętów podwodnych. Klub zakończył swe istnienie 25 marca 1950 roku, wyparty przez finansowany przez Williama Levitta rozwój komercyjnego budownictwa, który doprowadził do powstania na tym miejscu miejscowości Levittown.

## Skład etniczny i religijny
Najwcześniejszymi Europejczykami którzy skolonizowali Long Island byli Holendrzy i Brytyjczycy, którzy byli uciekinierami z opresji w Starym Świecie, w Nowym Świecie sami stali się nosicielami i arbitrami religijnej ortodoksji. W najwcześniejszym okresie Holendrzy pod kierownictwem dyrektora generalnego Nowej Holandii Petera Stuyvesanta, następnie zaś – działające w opozycji do Kościoła Anglii – purytańskie sekty angielskie, gdy w 1664 roku Brytyjczycy przejęli Long Island od Holendrów. Wprowadzone w tym czasie surowe prawo, egzekwowało spełnianie narzuconych obowiązków religijnych za pomocą kar finansowych, kar cielesnych, a nawet banicji. Liderzy zaś religijni w czasach kolonialnych, aktywnie uczestniczyli w tworzeniu i egzekwowaniu prawa, do wspierania ich przekonań religijnych. Dopiero w reakcji na ucisk religijny, w XVIII i XIX wieku powstał opór społeczny, który doprowadził do religijnego pluralizmu na Long Island. Przejawy nietolerancji religijnej i etnicznej nie zniknęły jednak, i stały się pożywką do rozwoju na Long Island działalności Ku Klux Klanu, skierowanego w pierwszym rzędzie, przeciw nowym imigrantom z Europy, zwłaszcza przeciw Włochom i katolikom.
Dopiero w latach 80 XX wieku, dominująca grupą etniczną na Long Island stała się społeczność pochodzenia włoskiego, która przez długi czas spotykała się z ksenofobią ze strony anglo-saksońskich protestantów, była celem ataków lokalnego Ku Klux Klan – jako katolicy często na gruncie religijnym i etnicznym. Do lat 80. jednak, społeczność włoska zdobyła znaczącą siłę polityczną w Nassau i Suffolk County, zajmując stanowiska wybieralne i utrzymując wpływy nieformalne. Dużą siłę stanowili w rejonach Franklin Square, Elmont, East Meadow, Levittown, Hicksville, Deer Park, Copiague, North Babylon i Commack.  Jednymi z najwcześniejszych imigrantów z Europy na Long Island była ludność żydowska, podobnie jednak jak w Europie, już od swojego przybycia po raz pierwszy w 1654 roku, ludność ta spotykała się z wrogością i dyskryminacją. Duży napływ ludności żydowskiej miał miejsce w latach 20. XX wieku, gdy napływała na Long Island z Nowego Jorku, jednak dopiero po II wojnie światowej jej napływ spowodował iż zaczeła stanowić niemal 20 procent populacji Long Island, i stała się druga największą – po włoskiej – grupą etniczną w tym regionie. Jednymi z najwcześniejszych imigrantów z Europy, byli na Long Island Niemcy, którzy zaczęli osiedlać się Hempstead Plains w roku 1850, i na okolicznej ziemi zaczęli uprawiać warzywa. Uruchomienie Long Island Rail Road wzmogło jeszcze napływ ludności niemieckiej z Nowego Jorku, która zaczęła osadnictwo w zachodnim Nassau, w tym w Floral Park, New Hyde Park, Elmont, Freeport oraz Elmont. Osadnictwo to było wspierane przez niemiecki oraz skandynawski Kościół Luterański.

### Społeczność polska
Społeczność polska stanowi kolejną znaczącą imigrancką grupę etniczną na Long Island, i podobnie jak Włosi oraz wyznawcy judaizmu, spotykali się z postawami ksenofobicznymi z powodu bycia obcokrajowcami oraz katolikami. Polacy przybyli w znaczącej liczbie na Long Island  na przełomie XIX i XX wieku, znajdując początkowo zatrudnienie jako pracownicy farm, często u imigrantów z Niemiec, którzy osiedlili się tu jedną bądź dwie generacje wcześniej. Z czasem społeczność polska zaczęła grawitować na wschód do hrabstwa Suffolk, gdzie nabywała ziemię i inne nieruchomości, zwłaszcza w rejon Riverhead, która to miejscowość uzyskała wkrótce miano „Polish Town, USA”. Współcześnie skupiska ludności polskiej istnieją również w innych rejonach Long Island, w tym w okolicach New Hyde Park w hrabstwie Nassau, oraz w różnych miejscach w hrabstwie Suffolk, jej duża część jest jednak także rozproszona poza polskimi skupiskami i dobrze zintegrowana ze społeczeństwem na całym obszarze Long Island.